# Nagykáta
Nagykáta járásszékhely-város Pest vármegyében, a Nagykátai járásban.

## Fekvése

### Elhelyezkedése
Budapest és Szolnok között körülbelül félúton helyezkedik el. Területe 8161 hektár, ebből 646 belterület. Viszonylag kisszámú lakossága ellenére fontos központ a területen – gyakran a Tápió-vidék fővárosa címmel illetik -, hiszen a környező települések lakóit is ellátja adminisztratív, kulturális, egészségügyi és üzleti szempontból is, így a teljes kiszolgált lakosság 50-60 000 főre tehető.
A vasútvonal miatt gyorsan elérhető Budapest, mellyel így jelentős kapcsolatot tart fent, illetve a szomszédos Jászberényhez is erős gazdasági és oktatási kapcsolatok kötik.
A közvetlenül határos települések: észak felől Jászfelsőszentgyörgy, északkelet felől Jászberény, kelet felől Farmos, délkelet felől Tápiószentmárton, délnyugat felől Tápióbicske, északnyugat felől pedig Szentmártonkáta.

### Megközelítése
Közúton könnyen megközelíthető Budapest és Jászberény felől is a 31-es főúton; délkeleti szomszédaival és azokon keresztül Cegléddel a 311-es főút, Tápióbicskével és azon keresztül Albertirsával a 3115-ös út, Tápiószentmártonnal pedig a 31 109-es számú mellékút köti össze.
A hazai vasútvonalak közül a Budapest–Újszász–Szolnok-vasútvonal érinti, melynek egy megállási pontja van itt, Nagykáta vasútállomás. Az állomás a városközponttól néhány száz méterre dél-délnyugatra helyezkedik el, közúti elérését a 31 316-os mellékút (Dózsa György utca / Állomás utca) teszi lehetővé.

## Története

### A kezdetek
Nagykáta története egészen a 12. századig nyúlik vissza. A besenyő eredetű Káta nemzetség Pest vármegyei ága ekkor telepedett le ezen a vidéken a királytól kapott adománybirtokra - hasonlóan másik két besenyő nemzetséghez.
A Káta név egyébként besenyő eredetű, és erődöt, földvárat jelent. A Pallas Nagy Lexikona szerint a kata, gata vagy káta szó besenyő nyelven házat jelent, ezt a nevet a besenyők Magyarországban is elterjesztették, például 1339-ben Mosonyban említenek egy Kata nevű falut.
A Kenderhalmi részen végzett ásatások során előkerült egy 12. századi templom alapja, a körülötte feltárt 42 sír és a II. Géza (1141-62) idejéből származó pénzek a tárgyi bizonyítékai annak, hogy ezen a területen jelentős település volt már akkor is.
1221-ben már hiteles írott forrás, az ún. Váradi regestrum is említi a Káta falu nevét, II. András 1234-ben kiadott oklevele pedig név szerint is említi a Káta nemzetségből való Istvánt, aki ispán volt, vagyis a király embere, a vármegye kiemelkedő földbirtokosa.
A tatárjárás sajnos ezt a vidéket sem kerülte el. A pusztulásra közvetetten ugyan, de hitelesen utal az a 185 darab 13. századi dénár, amelyet az Öreg-Hajta mellett lévő egyik tanya közelében tártak fel, más korabeli tárgyakkal együtt. A tatárok kivonulása után azonban már 1259-ben kelt oklevélből értesülünk a Káta nemzetség birtokvásárlási ügyeiről, melyek során üzleti kapcsolatban kerültek a margitszigeti apácákkal is.
Ennél érdekesebb talán, hogy a Margit-legenda szerint Kátay Péter, aki Kátán lakott, de Pesten is volt háza, Boldog Margit közbenjárására meggyógyult. Ekkor 1276-ot írtak, és a nemzetség 18. századi befolyása arra utal, hogy 1271-ben a már említett Káta nemzetségbeli István ispán 25 társával együtt V. István kérésre országos ügyekben is hivatalosan járt el.

### Kettősség
A 14. századra már kialakult a több ágra szakadt nemzetség címere, melynek hiteles ábrázolása 1439-ből fenn is maradt. A csekekátai ág kiválása a nemzetségből nehezen rekonstruálható, de tény, hogy a 14-15. század folyamán Csekekátát, Szentlőrinckátát, Boldogasszonykátát és Szentmártonkátát is birtokolták. A 15.-16. században számos oklevélben Csekekáta alakban fordult elő Nagykáta neve, a fennmaradt török adóösszeírások is így tüntetik fel, s csak a 17. század elejétől jelenik meg a Nagykáta elnevezés (1607, Nagykátai Biblia), és válik általánossá a 18. század elejére.
E kettős névhasználat sok félreértésre adott okot. A Csekekáta névhasználat valószínű magyarázata, hogy a Ceglédtől északra, Sőregpuszta és Cegléd között lévő Cseke nevű falu lakóinak egy része –mivel a falu kőtemploma 1368-ban már romos volt, a 16. század elejére pedig maga a falu is elpusztásodott - a közeli Kátán talált menedéket. Minden bizonnyal ezért kezdték a többi Káta megkülönböztető jelzőjének mintájára Csekekátának nevezni az addigi forrásokban egyszerűen csak Kátának nevezett települést.
Egyébként arra vonatkozóan, hogy Nagykáta azonos volt-e Csekekátával, több bizonyíték is van. Az egyik egy 1661-ből származó portajegyzék (adóösszeírás), amelyben egy ’Nagy, azaz Csekekátai’ ember eskü alatt tesz vallomást, a másik pedig az ún. Pongrácz-féle Információ, amelyre a nagykátai egyházközség históriája is hivatkozik, s amelynek az eredeti szövege perdöntő bizonyíték Csekekáta és Nagykáta azonosságára. Nincs tehát, és nem is volt a Galgóczynál és a szóbeszédben is emlegetett hét Káta, hanem csak hat.

### Atörök uralom
Az egész országra nézve katasztrofális következményekkel járó török uralom Nagykáta történelmében is több falupusztulással járt. Az egyik a Szolnokhoz vonuló Ali budai pasa 1552-es hadjárata idején, a másik a 15 éves háború következményeként, a harmadik pedig 1660-ban történt. Ez utóbbiról a már említett 1661-es portajegyzék számol be félreérthetetlenül: ’…ez a falu tavaly elpusztult volt…’.
Amíg az ország három részre szakítva küzdött a fennmaradásért, addig a Káthay-család tagjai is- akárcsak a többi nemes- hol a Habsburgok, hol pedig Erdély pártján vélték megtalálni fennmaradásuk zálogát. A család legnevezetesebb tagja Káthay Mihály volt, 1606-ban Bocskai István erdélyi fejedelem kancellárja. Politikai ellenfelei –alaptalanul- a fejedelem megmérgezésével rágalmazták meg, s a felbőszített hajdúk 1607. január 12-én a kassai piac kőpellengérénél barbár módon felkoncolták. A zivataros idők végül is felőrölték a család anyagi és biológiai erejét, s így az utód nélkül maradt Káthay Ferenc eladta a még meglévő birtokait –így Csekekátát is- Keglevich Miklósnak. Úgy tűnik azonban, hogy az új földesúrnak gondja volt az adóbehajtással, mivel a csekekátai jobbágyok 1667. január 11-én levelükben esedezve kérik, hogy múljon el Keglevich Miklós haragja, amiért késedelmesen és csak nyomorúságuk árán tudják az adót megfizetni, hiszen nem csak ’nagyságod summájára volna gondunk…, de török urainktól szintén … nem nyughatunk …’ . Ez utóbbit erősíti meg egy 1668. évi Pest vármegyei vizsgálati jegyzőkönyv, amely szerint a török ’az paphoz is bészáll s komolyan gazdálkodhat véle’. Tehát Nagykátán 1668-ban is volt pap. A templom túlélte a török hódoltságot, noha romosan. Nem csoda, mert a Buda visszafoglalása utáni évtizedben a német seregek annyira tönkretették a környéket, hogy például 1686-ban a kecskeméti járás területén, ahová ekkor Nagykáta is tartozott, csupán két város, Kecskemét és Nagykőrös maradt meg, a többi 38 település pedig lakhatatlan pusztává vált. Pedig Nagykáta (Csekekáta) 1683-ban még két portával rendelkezett, de ettől kezdve egészen 1695-ig nem szerepelt az összeírásokban. A veszély elmúltával azonban visszaköltözött a lakosság, és 1695-ben már ½ portával írták össze.
Az 1697-es hivatalos egyházmegyei vizsgálat szerint pap helyett világi személy, ún. szabadalmas látja el a katolikus híveket. 1698-tól ismét van a közösségnek plébánosa, és megkezdődött az anyakönyvek vezetése is. A lakosság folyamatosan növekedett, és 1703-ban már 135 adózó családfőt írtak össze.

### Mezővárossáválás
A Rákóczi-szabadságharc újabb megpróbáltatást jelentett Nagykáta történetében. Rákóczi kurucai 1703-ban elfoglalták Szolnokot, Rákóczi 1705 júliusában a gyömrői táborban tartózkodott. Mindkét fél élelmet, fuvart, pénzt követelt a lakosságtól. Nem csoda, hogy a fosztogató német és rác csapatok elől ismét elmenekült a közösség népe. A szatmári béke utáni fél évszázadot az újjáépítés korszakának nevezi a történetírás. A benépesedés ütemét és mértékét szemléletesen tükrözik a korabeli összeírások, melyek szerint az adózó családok száma 1715 és 1760 között 62-ről 397-re emelkedett, csupán az 1730-as évek pestisjárványa okozott átmeneti visszaesést. Ebben az időben létesítették a ma is használt temetőt, mert a templommal szomszédos régi temető már elégtelennek bizonyult a holttestek befogadására. Ettől eltekintve ezek az évek a gazdasági fejlődést jelentették Nagykáta számára. Megindult a szőlőtermesztés és a nagyállattartás mint olyan gazdasági ágazatok, melyek ebben az időben döntő mezőváros-fejlesztő tényezők voltak. Nem elhanyagolhatók azonban bizonyos személyes vonatkozások sem, hiszen az a Keglevich Gábor kérte Mária Teréziától a mezővárosi kiváltságot, aki 1742 márciusában táborba szállt, hogy részt vegyen az osztrák örökösödési háborúban, ami tulajdonképpen megmentette Mária Terézia trónját. Az 1743. május 25-én kelt oklevél tanúsága szerint Nagykáta megkapta a mezővárosi rangot, s ezzel együtt királyi privilégium alapján évente három meghatározott napon országos vásárt is tarthatott: január 25-én, Szent Pál napján, április 24-én, Szent György napján és szeptember 14-én, a Szent Kereszt felmagasztalásának napján.
Az országos vásárok serkentőleg hatottak a helyi kereskedelemre, amit 1736-ban egy bizonyos Görög Mihály, 1744-ben pedig Salamon Izsák és Salamon Márk bazárszerű épülete képviselt. Volt a városnak ekkor száraz- és vízimalma is, valamint a legkülönfélébb iparosok –lakatosok, vasművesek, kéményseprők, szabók, nyergesek, kötélgyártók, takácsok, csizmadiák, mészárosok, molnárok, kocsmárosok, pékek stb.- jelenléte tette lehetővé az élénk mezővárosi forgalmat.
A század hatvanas éveiben építtette Keglevich Gábor a temetőben lévő szép, barokk kápolnát, mely tetőszerkezete egyedi az országban. Ebben az időben tették le az ún. Bazársor alapjait is, mely a következő időszakban a kereskedelem központjává vált.
Kultúrtörténeti jelentőségű, hogy 1716-ban már volt a közösségnek iskolamestere (tanítója), Budai István. 1744-ben Szabó György nevű tanító oktatott az iskolában, sőt: 1788-ban a város bírója, esküdtjei és az egész közösség felajánlotta kézi és szekeres munkáját, hogy a meglévő mellé még egy új tantermet építsenek, és még egy tanítót fogadjanak. A mezőváros földesura, gróf Keglevich Ádám azonban nem járult hozzá, hogy a nép ilyen jellegű új terheket vállaljon magára, ekkor ugyanis már folyamatban volt az 1770. március 20-án kihirdetett úrbérrendezés végrehajtása. Ennek részletes elemzése nem e rövid összefoglalás feladata, de néhány érdekes adatra érdemes felfigyelni: a 324 összeírt jobbágyból csak 15 volt egésztelkes (26 holdat bíró), egy jobbágy kettő, egy pedig másfél jobbágytelekkel rendelkezett. Legtöbb az ¼ telkes jobbágy, ami a parasztság differenciálódásának fokozódását jelzi. Figyelemre méltó specifikumok: erdő nincs, ezért a jobbágy 40 kéve náddal tartozik a földesúrnak; a dologidőben duplán kérhető robottal kapcsolatban a kapálás és az aratás mellett a szüret is fel van sorolva, tehát ekkorra a szőlőtermesztés jelentősége is megnőtt.
Az úrbérrendezés azonban nem jelenthetett végleges megoldást. A 19. század elejére tovább romlott a töredéktelkes jobbágyok helyzete, s noha a Duna-Tisza közének népe még ekkor is jobban élt, mint például a Felvidéké –ahol 1831-ben véres parasztfelkelés volt-, a harmincas években Nagykátán is voltak szolgálatmegtagadási és birtokháborítási mozgalmak. Különösen sok vitára, sőt perre is adott okot a határ tagosítása, amit Nagykátán az 1839-ben kötött egyezség alapján csak 1840-ben foganatosítottak. Eközben a növekvő népesség miatt többször is bővíteni kellett a templomot, ezt oldalhajó hozzáépítésével oldották meg.

### Az ipar kezdetei
A céhes ipar fejlődése csak a 19. század első évtizedében indult meg Nagykátán. A mezőváros piaci körzete szűk, a helybeli iparosok főleg a szomszéd városok vásárait látogatták. Az 1839-es Pest megyei céhjegyzékben a következő nagykátai céhek szerepeltek: festő, asztalos, kalapos, lakatos, kerékgyártó, kovács, csizmadia, szabó, szűcs, molnár és takács. Ha lassan is, de megindult az iparosodás. A pozsonyi országgyűlésen már folyt a harc a reformokért, amelyeket Széchenyi István indított el, akinek –naplója tanúsága szerint- a baráti köréhez tartozott Keglevich Gábor, Nógrád vármegye főispánja, a magyar kamara elnöke, majd tárnokmestere. Pártfogolta a magyar színészetet, megépíttette az egreskátai klasszicista kastélyt, és a nagykátai kastélyában volt Görgey főhadiszállása 1849. április 4-én. E napon folyt le a város határában a dicsőséges tavaszi hadjárat egyik győztes csatája, amelyben Damjanich és katonái dicső tettükkel bevonultak a halhatatlanságba. Emléküket több emlékmű is őrzi.
A kiegyezés korában, a fejlődés folytatódott, 1880 és 1890 között került sor a Szolnok-Újszász-Nagykáta-Budapest vasútvonal átadására. A 20. századi háborúk szintén nagy pusztítást végeztek a városban, a lakosság száma is jelentősen csökkent –olyannyira, hogy a városi rangot is visszavették a várostól-, és a második világháború után újra a mezőgazdaság vált a vezető ágazattá. Az újjáépítés során elkezdődött az igazi iparosodás, ami elindította a települést a városiasodás útján. Ebben az időben telepedett meg a telefongyár, a Golka, a Sancella (SCA), a PEVDI, a Pannonia, a Gabonaforgalmi és Borgazdasági Vállalat, az Építőipari szövetkezet, és szélesítette tevékenységi körét az ÁFÉSZ. A város közepén található kastély kaszinóként üzemelt. A Hungária Szőlészet az ország egyik mintagazdasága. Közel 1500 fő dolgozott az iparban, és körülbelül ugyanennyien jártak Budapestre dolgozni. Segítette a várossá válást, hogy Nagykáta 1850-től járási székhely volt, 1984-től pedig városi jogú nagyközség, ezzel együtt a térség igazgatási, oktatási-kulturális és egészségügyi központja. 1989-re érett –az akkori követelményeknek megfelelve- várossá. Itt működött a járásbíróság, a gimnázium, a szakmunkásképző, a szakorvosi rendelőintézet, a tüdőbeteg-gondozó, és még sok más térségi feladatokat ellátó intézmény. Volt már iskola, bölcsőde, művelődési központ, könyvtár, mozi. A vízhálózat is működött, sőt a központban szennyvízcsatorna is üzemelt. A mezőgazdasági termelés visszazuhant ugyan, de a hatalmas magtározók még mindig tanúskodnak a termelés folyásáról. Nagykáta igen színes hely a vallások szempontjából jól mutatja ezt a Katolikus templom, a Református templom, a Zsinagóga és a Királyság terme.

### Jelenkor

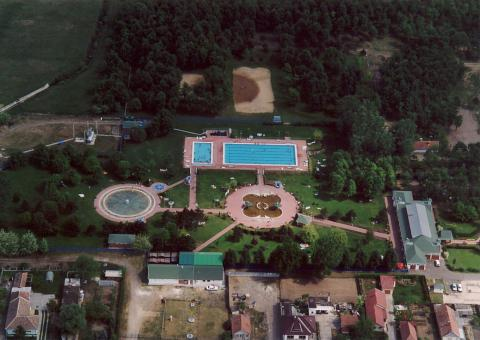
Nagykáta strandfürdője

Az 1990-es évek viszonylag gyér növekedése után az utóbbi években újra hatalmas lendületet vett a fejlődés a városban: rengeteg utat szilárd burkolattal láttak el, a Dózsa György utat a környék legszebb főutcájává varázsolták az Európa park megnyitásával és az utat övező részek regenerálásával. A kereskedelem vált a meghatározó és legfontosabb üzletággá, rengeteg bolt nyitott az elmúlt években. A fő kereskedelmi övezet átalakult, a már említett Bazársorról áttevődött a Dózsa György utcára, de folyamatosan terjeszkedik, hiszen a 31-es főútvonal mellett, és a Jászberényi úton is nyílnak egymás után az üzletek. A főbb intézmények szinte kivétel nélkül megújultak, és kicsit eltúlzott nagyságúak is lettek, hiszen sok környékbelit is el kell látniuk: a Rendőrkapitányság a kilencvenes évek közepén épült fel, a Tűzoltóságot 2000-ben adták át. A város életében igen fontos piacot teljesen felújították, és nagyobb volumenű szabadtéri rendezvények megrendezésére is alkalmassá tették. A Sancella megújult, SCA Packaging néven folytatja a gyártást és az ipari parkban megtelepült az egyik legfontosabb munkaadó, a Clarion. Az új helyre költözött gyógy- és strandfürdő rengeteg embert vonz, nem csak a közvetlen környékről, ráadásul tavaly újabb medencéket és élményfürdőt adtak át.
A kulturális intézmények is sokat fejlődtek, hiszen a Zeneiskola új felszerelést kapott, a Művelődési Központ teljesen megújult, és egy vadonatúj Könyvtár is megnyitott. Rég nem látott mértékben épülnek a központban a nagy társasházak, és sorra nyílnak az üzletek is. Ezeknek rendkívül fontos szerepe van a város gazdaságában, hiszen a boltok, üzletek meglepően magas számából is látszik, hogy manapság ez a fő húzóágazat. Épp most adták át a Városi Sportcsarnokot, mely betölti a rég óta tátongó űrt a város kulturális és sporteseményeivel kapcsolatban. Megvalósítása az egész térség érdeke volt, és mivel nemzetközi rendezvények lebonyolítására is alkalmas, újabb embereket vonz a településre. Ennek első példája a pár hete megrendezett Kárpátia-kupa, amely egy 7 országot felvonultató kézilabdakupa volt. A kulturális programok fejlődésének legjobb példája a Nagykátai Tánctalálkozó, mely több, mint 20 éves múltra tekint vissza, és Európa sok országából érkeznek rá mind fellépők, mind nézők. A másik komoly hagyományőrző esemény a tápióbicskei csata, illetve annak eljátszása (hadijáték), hiszen ez az ország legnagyobb volumenű ilyen eseménye.

## Politika

### Polgármesterei
- 1990–1994: Bodrogi Györgyné (nem ismert)[4]
- 1994–1998: Bodrogi Györgyné (SZDSZ)[5]
- 1998–2002: Bodrogi Györgyné (SZDSZ-MSZP-ENVP-ÉÉKLSZ)[6]
- 2002–2006: Bodrogi Györgyné (SZDSZ-MSZP-1248-ENVP)[7]
- 2006–2010: Kocsi János (független)[8]
- 2010–2014: Kocsi János (Fidesz)[9]
- 2014–2019: Dorner Gábor (Fidesz-KDNP)[10]
- 2019–2024: Dorner Gábor (Fidesz-KDNP)[11]
- 2024– : Dorner Gábor (Fidesz-KDNP)[1]

### A 2019-es önkormányzati választás eredménye
- A polgármester-választás eredménye[12]

| Jelölt neve       | Jelölő szerv. | Jelölő szerv. | Szavazatok száma | Szavazatok aránya |
| ----------------- | ------------- | ------------- | ---------------- | ----------------- |
| Dorner Gábor      |               | Fidesz–KDNP   | 1863             | 50,42%            |
| Dr. Csókás András |               | Ébredj Káta   | 1214             | 32,86%            |
| Szabó Ákos        |               | FKgP          | 618              | 16,73%            |
| Összesen          |               |               | 3695             | 100%              |

- A képviselőtestület-választás eredménye[13]

| Párt | Párt        | Mandátumok | Képviselő-testület | Képviselő-testület | Képviselő-testület | Képviselő-testület | Képviselő-testület | Képviselő-testület | Képviselő-testület | Képviselő-testület | Képviselő-testület |
| ---- | ----------- | ---------- | ------------------ | ------------------ | ------------------ | ------------------ | ------------------ | ------------------ | ------------------ | ------------------ | ------------------ |
|      | Fidesz–KDNP | 7          | P                  |                    |                    |                    |                    |                    |                    |                    |                    |
|      | Ébredj Káta | 4          |                    |                    |                    |                    |                    |                    |                    |                    |                    |
|      | FKgP        | 1          |                    |                    |                    |                    |                    |                    |                    |                    |                    |

## Népesség
A település népességének változása:
| Lakosok száma | 12 576 | 12 455 | 12 229 | 11 973 | 11 985 | 11 855 |
|               | 2013   | 2014   | 2021   | 2022   | 2023   | 2024   |

A 2011-es népszámlálás során a lakosok 86,2%-a magyarnak, 4,4% cigánynak, 0,4% németnek, 0,3% románnak mondta magát (13,7% nem nyilatkozott; a kettős identitások miatt a végösszeg nagyobb lehet 100%-nál). A vallási megoszlás a következő volt: római katolikus 56,1%, református 4,9%, evangélikus 0,9%, görögkatolikus 0,2%, felekezeten kívüli 9,9% (26,6% nem nyilatkozott).
2022-ben a lakosság 86,5%-a vallotta magát magyarnak, 1,8% cigánynak, 0,3% németnek, 0,2% románnak, 0,1-0,1% szlováknak, ukránnak, szlovénnek és szerbnek, 1,8% egyéb, nem hazai nemzetiségűnek (13,4% nem nyilatkozott; a kettős identitások miatt a végösszeg nagyobb lehet 100%-nál). Vallásuk szerint 41,8% volt római katolikus, 4,3% református, 0,7% evangélikus, 0,5% görög katolikus, 1,5% egyéb keresztény, 1,1% egyéb katolikus, 7,8% felekezeten kívüli (42,1% nem válaszolt).

## Nevezetességei

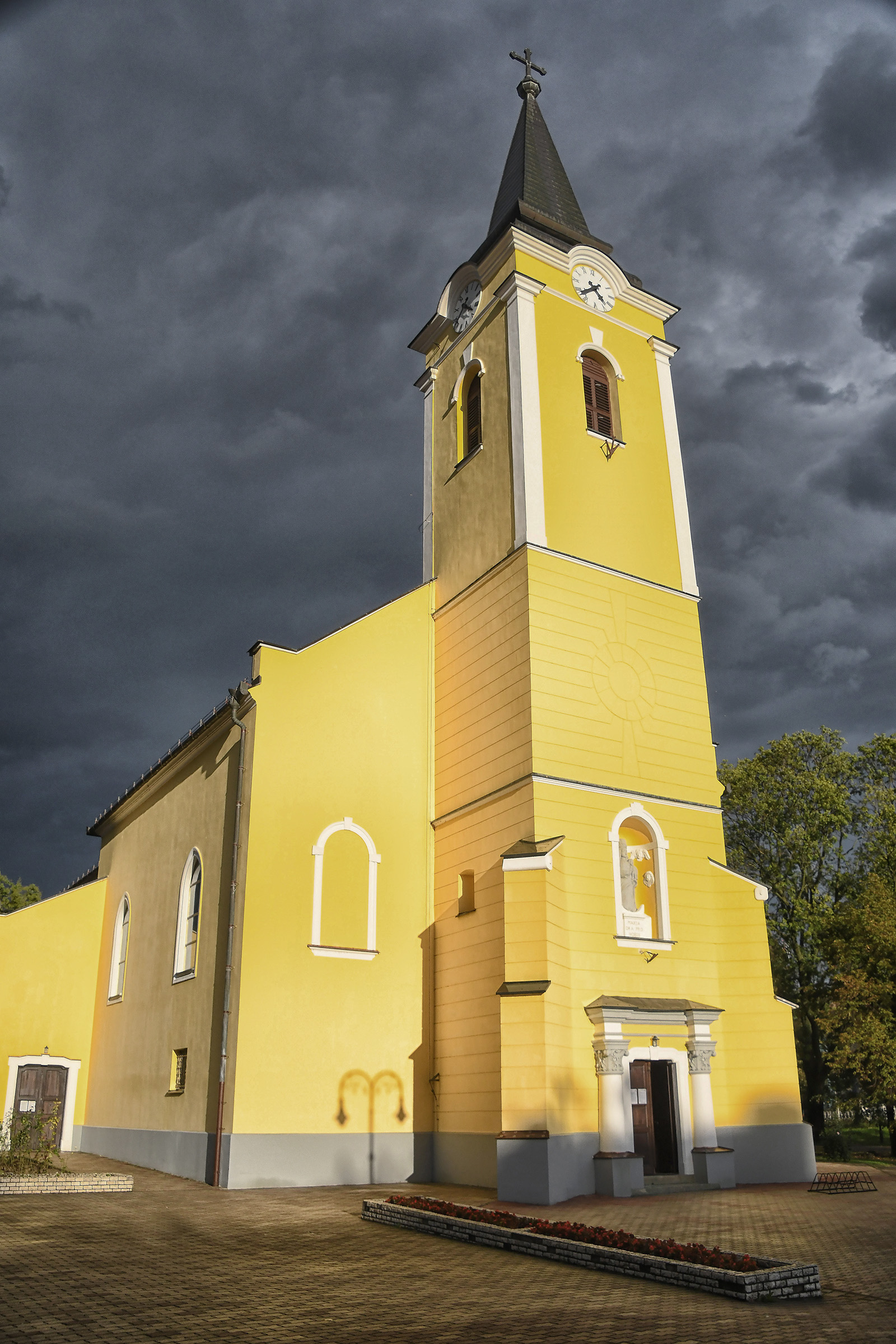
A római katolikus Szent György-templom

- A város legérdekesebb építészeti emléke a 18. században épült Keglevich-kápolna és a 16. században épült, és 1745 körül barokk stílusban újjáépített Szent György-templom.
- Jellegzetes és hangulatos épületegyüttes a bazársor, amely a közelmúltban történt felújítása után visszakapta századfordulós képét.
- A Tanyamúzeum a Nagykáta környéki tanyavilág tárgyi emlékeit mutatja be.
- A madárvilág rendkívüli gazdagságát jelzi, hogy a Nemzetközi Madárvédelmi Tanács (ICBP) a vidéket 1992-ben felvette az európai jelentőségű madárélőhelyek listájára.
- A Duna–Ipoly Nemzeti Parkhoz tartozó Tápió–Hajta Vidéke Tájvédelmi Körzet egyik legérdekesebb része a Nagykáta határában található Nyík-rétje. Az itt elterülő szikesek, háborítatlan löszgyepek és nyílt vizű mocsarak együttese országosan is kiemelkedő természeti érték.
- Nagykátai Városi Gyógyfürdő[16]
- Turul-szobor[17]

## Híres emberek

### Itt születtek
- Mátray Gábor (1797–1875) zenetörténész, zeneszerző
- Elefánthy Sándor (1822–1896) királyi törvényszéki ügyész, Jászberény város polgármestere
- Mészáros Kálmán (1859–1922) író, titkár, az Országos Színészegyesület irodaigazgatója
- Barát Endre (1907–1976) író, újságíró
- Baksay Leona botanikus itt született 1915-ben. Apja gyógyszerész, édesanyja tanítónő volt Nagykátán.
- Lengyel Erzsi (1929–2012) színművésznő
- Fördős László (1938) ötvös, iparművész
- Nemeskövi Dénes (1945–2020) többszörös olimpiai és világbajnok mesterszakács
- Schmuck Erzsébet (1954) közgazdász, környezetvédelmi aktivista, politikus
- Orczi Géza (1955) ütő- és pengetős hangszeres művész, hangszerkészítő mester és restaurátor

### Itt éltek
- Keglevich Gábor (1784–1854) politikus, nagybirtokos, az MTA tagja

## Testvérvárosai
- Alfonsine, Olaszország
- Ozun, Románia
- Negotino, Észak-Macedónia

## Külső hivatkozások
- Nagykáta honlapja
- A város sportélete
- A régió hírei
- Nagykáta.linkcenter.hu - Mindent Nagykátáról!
- Térkép Kalauz – Nagykáta
- Nagykáta.linkpark.hu - Nagykátai linkgyűjtemény
- Nagykáta a www.utikonyvem.hu oldalon
- Nagykáta.lap.hu - linkgyűjtemény